# Nekrolog 1703
Nekrolog
◄◄
| ◄
| 1699
| 1700
| 1701
| 1702
| 1703 | 1704 | 1705 | 1706 | 1707 | ► | ►►
Weitere Ereignisse | Allgemeiner Nekrolog 1703
Die Beschreibung der verstorbenen Person sollte so kurz wie möglich gehalten sein und nur deren signifikante Tätigkeit(en) enthalten.
Neue Namen ggf. auch unter dem Geburts- und Sterbedatum, also etwa unter 1. Januar und im Geburts- und Sterbejahr (2024) eintragen (nur bei entsprechender großer Wichtigkeit). Für Beispiele siehe die schon vorhandenen Artikel.
Außerdem über die fünf zuletzt Verstorbenen, zu denen es einen ausreichend guten Artikel für eine Präsentation auf der Hauptseite gibt, nach der todesbedingten Überarbeitung der Artikel ggf. auch unter Wikipedia Diskussion:Hauptseite informieren und sie am besten auch in den anderen Wikipedia-Sprachversionen eintragen. Tipp: Regelmäßig bei news.google.de nach „ist tot“, „gestorben“ oder „verstorben“ suchen.
Wenn eine Person gestorben ist, gibt es viele Seiten zu dieser Person in der Wikipedia, die davon auch betroffen sind und entsprechend aktualisiert werden müssen. Beispiele: Namenübersichtsseite, Geburtsjahr, Geburtsort-Seiten und viele mehr.
Wie finde ich die betroffenen Seiten?
Im Suchfeld auf der linken Seite gibt man den Suchbegriff so ein: „Vorname Nachname“. Dann klickt man auf Volltext und alle Seiten mit entsprechendem Suchtext werden aufgerufen. Hier sieht man dann schnell, wo auch das Todesjahr Sinn macht oder sogar ein Teil des Artikels angepasst werden muss. Auch hilft das „Werkzeug“ auf der linken Seite sehr gut, um solche Seiten aufzufinden: „Links auf diese Seite“. Somit ist die Wikipedia wieder aktuell in allen Bereichen! Hinweis: bei Eintragung der Kategorie „Gestorben JAHR“ wird der Missbrauchsfilter 49 ausgelöst, was jedoch nicht schlimm ist. Siehe: Spezial:Missbrauchsfilter/49
Dies ist eine Liste von im Jahr 1703 verstorbenen bekannten Persönlichkeiten. Die Einträge erfolgen innerhalb der einzelnen Daten alphabetisch sortiert. Tiere sind im Nekrolog für Tiere zu finden.

## Januar
| Tag        | Name                                    | Beruf, bekannt als                                            | Alter | Beleg |
| ---------- | --------------------------------------- | ------------------------------------------------------------- | ----- | ----- |
| 3. Januar  | Detloff Hauenschildt                    | schwedischer Generalmajor                                     |       |       |
| 6. Januar  | Charlotte Marie von Sachsen-Jena        | Herzogin von Sachsen-Weimar                                   | 33    |       |
| 8. Januar  | Gottfried von Jena                      | preußischer Politiker und Diplomat                            | 78    |       |
| 9. Januar  | Ursula Micaela Morata                   | spanische Nonne, Gründerin des Klosters in Alicante (Spanien) | 74    |       |
| 11. Januar | Johann Georg Graevius                   | deutscher klassischer Philologe und Textkritiker              | 70    |       |
| 14. Januar | Georg Albrecht von Brandenburg-Kulmbach | Begründer einer freiherrlichen Familie von Kotzau             | 36    |       |
| 16. Januar | Erik Dahlberg                           | schwedischer Feldmarschall                                    | 77    |       |
| 18. Januar | Johann Friedrich Falckner               | sächsischer Jurist und Bürgermeister von Leipzig              | 60    |       |

## Februar
| Tag         | Name                                  | Beruf, bekannt als                               | Alter | Beleg |
| ----------- | ------------------------------------- | ------------------------------------------------ | ----- | ----- |
| 11. Februar | Dionysius von Luxemburg               | Kapuziner und religiöser Volksschriftsteller     |       |       |
| 11. Februar | Godert de Ginkell, 1. Earl of Athlone | niederländischer Soldat                          | 58    |       |
| 11. Februar | Godard van Reede                      | niederländischer General und britischer Peer     | 58    |       |
| 18. Februar | Thomas Hyde                           | englischer Orientalist und Sprachwissenschaftler | 66    |       |
| 18. Februar | Jelena Zrinski                        | kroatische Adlige aus dem Hause Zrinski          |       |       |
| 26. Februar | Christian Hirschmentzl                | Mönch und Schriftsteller                         | 65    |       |

## März
| Tag      | Name                                | Beruf, bekannt als | Alter | Beleg |
| -------- | ----------------------------------- | --- | ----- | ----- |
| 5. März  | Gabrielle Suchon                    | französische Philosophin | 70    |       |
| 9. März  | Friedemann Bechmann                 | deutscher lutherischer Theologe | 74    |       |
| 12. März | Aubrey de Vere, 20. Earl of Oxford  | englischer Adeliger | 76    |       |
| 14. März | Robert Hooke                        | englischer Universalgelehrter | 67    |       |
| 20. März | Johannes Kunckel                    | deutscher Glasmacher und Erfinder des Goldrubinglases                                                                                            |       |       |
| 25. März | Brostrup Jacobsen von Schört        | kurbrandenburger Generalwachtmeister und Kommandeur der Artillerie, dänischer und hessen-kasselscher Generalleutnant sowie Kommandant von Kassel |       |       |
| 25. März | Carl Gustav von Löwenhaupt          | kursächsischer Generalkriegskommissar, königlich-polnischer und kursächsischer Geheimer Rat und General der Infanterie                           | 40    |       |
| 28. März | Johann Brunetti                     | Titularbischof von Lacedaemonia und Weihbischof in Breslau                                                                                       |       |       |
| 28. März | Hans Christian Eiffler              | Bürgermeister von Altona |       |       |
| 29. März | Georg Friedrich II.                 | Markgraf von Brandenburg-Ansbach | 24    |       |
| 31. März | Johann Christoph Bach I             | deutscher Komponist, Sohn von Heinrich Bach |       |       |
| 31. März | Johann Maximilian von Schellendorff | kurfürstlich sächsischer Kammerherr | 57    |       |

## April
| Tag       | Name                                       | Beruf, bekannt als                       | Alter | Beleg |
| --------- | ------------------------------------------ | ---------------------------------------- | ----- | ----- |
| 4. April  | Philipp Florinus von Pfalz-Sulzbach        | kaiserlicher Feldmarschall               | 73    |       |
| 6. April  | Bernhard Dietrich von der Recke zu Heessen | Domherr in Münster                       |       |       |
| 9. April  | Johann Balthasar Moscherosch               | deutscher Romanist und Bibliothekar      | 55    |       |
| 11. April | Erenbert Schrevogl                         | Abt des Benediktinerstiftes Kremsmünster | 68    |       |
| 12. April | Heinrich Diedrich Kerkring                 | Ratsherr der Hansestadt Lübeck           |       |       |
| 19. April | Bernhard von Sanden der Ältere             | deutscher lutherischer Theologe          | 66    |       |
| 23. April | Otto Wilhelm von Fersen                    | schwedischer Feldmarschall               |       |       |

## Mai
| Tag      | Name                              | Beruf, bekannt als                                                                | Alter | Beleg |
| -------- | --------------------------------- | --------------------------------------------------------------------------------- | ----- | ----- |
| 3. Mai   | Eglon van der Neer                | niederländischer Maler des Barock                                                 |       |       |
| 3. Mai   | Samuel Oppenheimer                | Geldleiher, Armeelieferant, Hofverwalter und Diplomat im Heiligen Römischen Reich | 72    |       |
| 9. Mai   | François Blondel                  | Bade- und Kurarzt                                                                 |       |       |
| 16. Mai  | Charles Perrault                  | französischer Schriftsteller                                                      | 75    |       |
| 18. Mai  | Moritz Hermann von Limburg-Styrum | deutscher Adliger                                                                 | 38    |       |
| 21. Mai  | Raimund Faltz                     | Medailleur, Hofmedailleur, Wachsbossierer, Elfenbeinschnitzer und Miniaturenmaler | 44    |       |
| 23. März | Nathanael Schlott                 | deutscher Lehrer und Dichter                                                      | 37    |       |
| 23. Mai  | Peter Werenfels                   | Schweizer reformierter Theologe                                                   | 76    |       |
| 26. Mai  | Samuel Pepys                      | Beamter im englischen Schatzamt, Tagebuchautor                                    | 70    |       |
| Mai      | Gottfried Ulrich de la Margelle   | Weihbischof in Köln                                                               | 67    |       |
| Mai      | Anna Vetter                       | deutsche Predigerin und Mystikerin                                                | 73    |       |

## Juni
| Tag      | Name                               | Beruf, bekannt als | Alter | Beleg |
| -------- | ---------------------------------- | --- | ----- | ----- |
| 3. Juni  | Wolfgang Eder                      | Augustinereremit und geistlicher Schriftsteller                                                                            | 61    |       |
| 4. Juni  | Philis de La Charce                | französische Kriegsheldin in der Dauphiné während des Pfälzischen Erbfolgekriegs                                           | 58    |       |
| 4. Juni  | Luise Katharina von Rautter        | preußische Unternehmerin und Großgrundbesitzerin                                                                           | 53    |       |
| 14. Juni | Jean Hérault de Gourville          | französischer Finanzmann und Abenteurer                                                                                    | 77    |       |
| 26. Juni | Giovanni Pietro Pinamonti          | italienischer Ordensgeistlicher und Autor                                                                                  | 70    |       |
| 30. Juni | Christoph Leopold von Schaffgotsch | Präsident der Schlesischen Kammer, Landeshauptmann des Fürstentums Schweidnitz-Jauer und Oberlandeshauptmann von Schlesien | 80    |       |

## Juli
| Tag      | Name                            | Beruf, bekannt als                                                                                                 | Alter | Beleg |
| -------- | ------------------------------- | --- | ----- | ----- |
| 11. Juli | Pierre de Bonzi                 | italienischer Geistlicher, Bischof von Béziers, Erzbischof von Toulouse und Erzbischof von Narbonne sowie Kardinal | 72    |       |
| 11. Juli | Andreas Hedio                   | deutscher Philosoph und Bibliothekar                                                                               | 62    |       |
| 14. Juli | Caspar Christian Vogt von Elspe | deutscher Geschichtsschreiber und Drost                                                                            |       |       |
| 20. Juli | Statz Friedrich von Fullen      | königlich-polnischer und kurfürstlich-sächsischer Geheimer Kriegsrat                                               | 65    |       |
| 26. Juli | Gérard Audran                   | französischer Kupferstecher                                                                                        | 62    |       |

## August
| Tag        | Name                                 | Beruf, bekannt als                                                                            | Alter | Beleg |
| ---------- | ------------------------------------ | --------------------------------------------------------------------------------------------- | ----- | ----- |
| 1. August  | Sibylle Hedwig von Sachsen-Lauenburg | Herzogin von Sachsen-Lauenburg                                                                | 78    |       |
| 6. August  | Johann Christoph von Goetze          | königlich-preußischer Generalleutnant, Gouverneur der Festungen Küstrin, Driesen und Oderberg |       |       |
| 14. August | Grigore Pintea                       | rumänischer Hajduk                                                                            |       |       |
| 16. August | Andrij Abasyn                        | kosakischer Feldherr                                                                          |       |       |
| 26. August | Adam II. Batthyány                   | ungarischer Feldherr und Adeliger                                                             | 40    |       |

## September
| Tag           | Name                           | Beruf, bekannt als                                                                   | Alter | Beleg |
| ------------- | ------------------------------ | ------------------------------------------------------------------------------------ | ----- | ----- |
| 3. September  | Adolph Wratislaw von Sternberg | k.k Staatsmann, Diplomat und zuletzt Oberst-Burggrafen von Böhmen                    |       |       |
| 5. September  | Caspar Abraham von Schönberg   | fürstlich-sachsen-weißenfelsischer Geheimer Rat und Kanzler sowie Rittergutsbesitzer | 66    |       |
| 6. September  | Andreas Austen                 | deutscher reformierter Theologe, Gräzist und Orientalist                             | 44    |       |
| 14. September | Gilles Jullien                 | französischer Organist und Komponist                                                 |       |       |
| 22. September | Vincenzo Viviani               | Mathematiker und Physiker                                                            | 81    |       |
| 29. September | Charles de Saint-Évremond      | französischer Militär und Schriftsteller                                             | 90    |       |
| 30. September | Caspar Adelmann                | deutscher Jesuitengelehrter und akademischer Lehrer                                  |       |       |
| September     | Marie Claveau                  | französische Komödiantin                                                             |       |       |

## Oktober
| Tag         | Name                                 | Beruf, bekannt als                                                                            | Alter | Beleg |
| ----------- | ------------------------------------ | --------------------------------------------------------------------------------------------- | ----- | ----- |
| 3. Oktober  | Alessandro Melani                    | italienischer Komponist des Barock                                                            | 64    |       |
| 8. Oktober  | Tomás Marín González de Poveda       | spanischer Offizier, Kolonialadministrator und Gouverneur von Chile                           | 53    |       |
| 9. Oktober  | Eberhard Friedrich Taube von Odenkat | schwedischer Adliger und Admiral                                                              |       |       |
| 14. Oktober | Thomas Kingo                         | dänischer Bischof und Dichter von Kirchenliedern, den sogenannten Kingopsalmen                | 68    |       |
| 22. Oktober | Ferdinand                            | Fürst von Schwarzenberg, deutsch-böhmischer Adeliger                                          | 51    |       |
| 23. Oktober | Hannah Twynnoy                       | Bardame und Tigeropfer                                                                        |       |       |
| 24. Oktober | Karl Gustav von Baden-Durlach        | deutscher General, Markgraf von Baden-Durlach                                                 | 55    |       |
| 31. Oktober | Johann Georg Brand                   | evangelischer Theologe und Professor für Mathematik und Metaphysik an der Universität Marburg | 58    |       |

## November
| Tag          | Name                        | Beruf, bekannt als                                                                      | Alter | Beleg |
| ------------ | --------------------------- | --------------------------------------------------------------------------------------- | ----- | ----- |
| 1. November  | Eberhard Anckelmann         | evangelischer Theologe, Sprachforscher und Orientalist                                  | 62    |       |
| 8. November  | John Wallis                 | englischer Mathematiker                                                                 | 86    |       |
| 11. November | Ivan Antun Zrinski          | kroatischer Adliger                                                                     |       |       |
| 12. November | Abraham Kronhjort           | schwedischer Baron und General                                                          | 69    |       |
| 15. November | Philipp von Hessen-Homburg  | Hessen-Kasseler Kavalleriegeneral                                                       | 27    |       |
| 18. November | Anna Isabella Gonzaga       | Herzogin von Mantua                                                                     | 48    |       |
| 19. November | Mann mit der eisernen Maske | Staatsgefangener von Ludwig XIV.                                                        |       |       |
| 26. November | Richard Kidder              | britischer Theologe und Bischof von Bath und Wells                                      |       |       |
| 30. November | Laurentius Gutzmer          | deutscher evangelisch-lutherischer Geistlicher und ab 1701 Dompropst am Ratzeburger Dom | 67    |       |

## Dezember
| Tag          | Name                   | Beruf, bekannt als                                                            | Alter | Beleg |
| ------------ | ---------------------- | ----------------------------------------------------------------------------- | ----- | ----- |
| 10. Dezember | Wolfgang Adam Gropp    | deutscher Kaufmann und Politiker                                              | 73    |       |
| 15. Dezember | David Rebentrost       | deutscher evangelisch-lutherischer Pfarrer, Heilpraktiker und Pflanzenzüchter | 89    |       |
| 22. Dezember | Vitus Handschuher      | Bildhauer                                                                     |       |       |
| 26. Dezember | Johann Christoph Sturm | deutscher Astronom und Mathematiker                                           | 68    |       |
| 27. Dezember | Andreas Gunesch        | siebenbürgischer evangelischer Geistlicher und Historiker                     |       |       |
| 29. Dezember | Bartholomew Vanhomrigh | niederländisch-irischer Kaufmann und Oberbürgermeister von Dublin             |       |       |

## Datum unbekannt
| Tag | Name                              | Beruf, bekannt als                                                                            | Alter | Beleg |
| --- | --------------------------------- | --------------------------------------------------------------------------------------------- | ----- | ----- |
|     | François Barrême                  | französischer Mathematiker                                                                    |       |       |
|     | Gottfried Hermann von Beichlingen | kursächsischer Geheimer Rat und Präsident des Oberkonsistoriums und Oberhofrichter zu Leipzig |       |       |
|     | Daniel Denton                     | englischer Siedler und Autor                                                                  |       |       |
|     | Benjamin Fletcher                 | Gouverneur der englischen Kolonie New York                                                    |       |       |
|     | Nicolas de Grigny                 | französischer Organist und Komponist                                                          |       |       |
|     | Andrés Lorente                    | spanischer Musiktheoretiker, Organist und Komponist                                           |       |       |
|     | Johann Jacob Löwe                 | deutscher Hofkapellmeister und Organist                                                       |       |       |
|     | Demjan Mnohohrischnyj             | Ataman der Kosaken in der linksufrigen Ukraine                                                |       |       |
|     | Francesco Monti                   | italienischer Maler                                                                           |       |       |
|     | Phetracha                         | König von Ayutthaya in Siam                                                                   |       |       |
|     | Conrad Philipp von Romberg        | deutscher Adeliger und Beamter                                                                |       |       |
|     | Jan Siberechts                    | flämischer Landschaftsmaler                                                                   |       |       |